# Matthew Sarmento
Pour les articles homonymes, voir Sarmento (homonymie).
Matthew Sarmento est un joueur de hockey sur gazon canadien évoluant au poste d'attaquant avec l'équipe nationale canadienne.

## Biographie
Matthew est né le 23 juin 1991 à Vancouver dans la province de la Colombie-Britannique.

## Carrière
Il a été appelé en équipe nationale première en 2016 pour concourir aux Jeux olympiques d'été à Rio de Janeiro, au Brésil,,.

## Palmarès
- : 2e à la Coupe d'Amérique U21 en 2012
- : 2e à la Coupe d'Amérique en 2013
- : 2e aux Jeux panaméricains en 2015
- : 2e à la Coupe d'Amérique en 2017
- : 3e à la Coupe d'Amérique en 2022